# Mohamed Saadi
Mohamed Saadi (ur. 25 kwietnia 1975) – algierski zapaśnik walczący w obu stylach. Wicemistrz igrzysk afrykańskich w 1999. Brązowy medalista igrzysk panarabskich w 1997. Zdobył pięć medali na mistrzostwach Afryki w latach 1996 – 2001. Dziewiąty na igrzyskach śródziemnomorskich w 1997 roku.